# Schlesische Landschaft

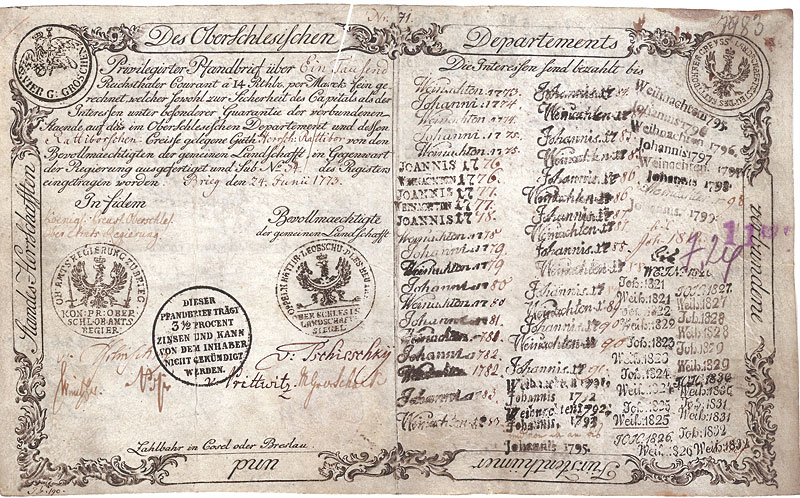
Pfandbrief der Schlesischen Landschaft vom 24. Juni 1773

Die Schlesische Landschaft war, wie andere „Landschaften“ in Preußen, eine Pfandbriefbank, die seit 1770 auch in Schlesien bestand. Sie hatte ihren Sitz in Breslau und war das älteste deutsche Realkreditinstitut.

## Geschichte

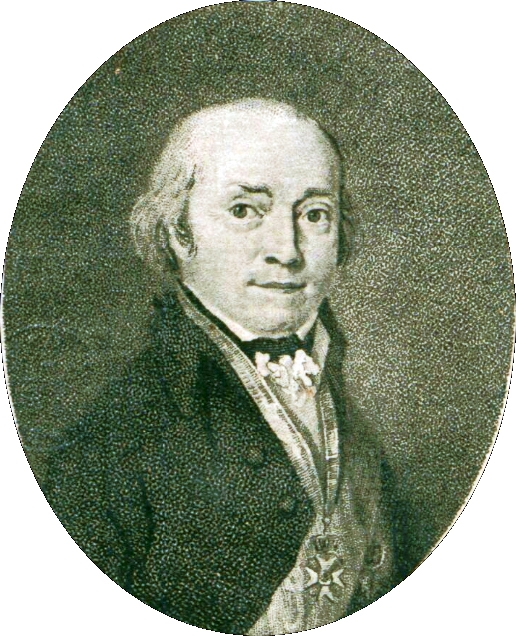
Generallandschaftsdirektor Christian von Haugwitz

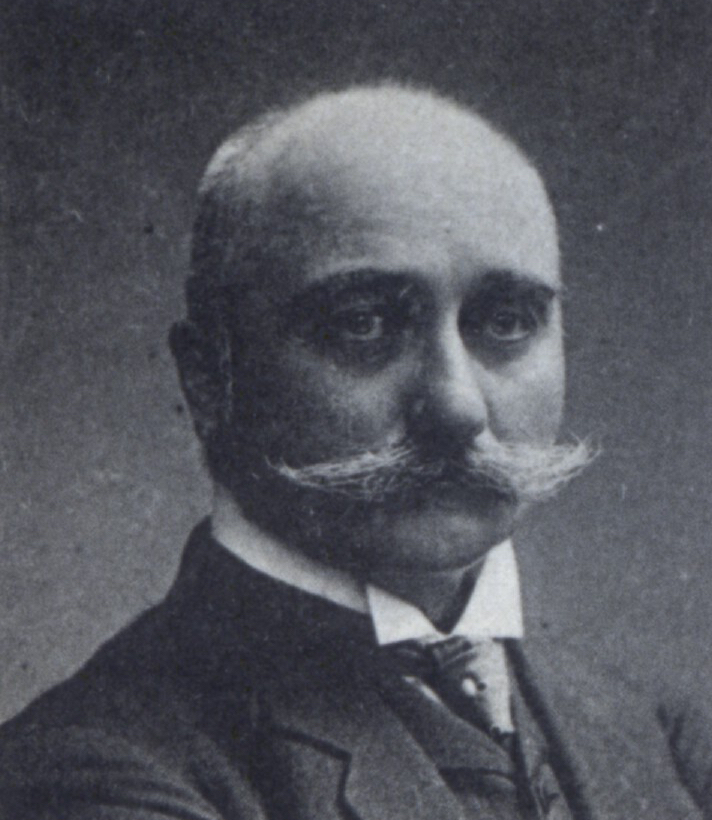
Generallandschaftsdirektor Graf von Cramer, MdR, um 1912

Infolge des Siebenjährigen Krieges, durch den der preußische König Friedrich II. die vormals böhmischen Schlesischen Fürstentümer an Preußen eingegliedert hatte, waren viele der adligen schlesischen Gutsbesitzer in finanzielle Schwierigkeiten geraten. Friedrich II. regte daher die Gründung einer Generallandschaftskasse an, deren Zweck es sein sollte, dem grundbesitzenden Adel Kredite zu einem nicht zu hohen Zinssatz zu beschaffen. Der schlesische Justizminister Johann Heinrich von Carmer entwarf eine entsprechende Gesetzesvorlage, die der König am 29. August 1769 in Breslau unterzeichnete. Nach mehreren Zusammenkünften gründete sich am 29. Juni 1770 in Breslau die Schlesische Landschaft, die mit dem Landschaftsreglement vom 15. Juli 1770 anerkannt wurde.
Das Kreditinstitut nahm von der Öffentlichkeit Geld gegen Ausgabe von Pfandbriefen auf. Mit diesem Geld gewährte sie den Grundbesitzern Pfandbriefdarlehen. Der gesamte adelige Grundbesitz bürgte für die von der „Landschaft“ ausgegebenen Pfandbriefe. Jeweils halbjährig wurden den Inhabern der Pfandbriefe, die ihre Briefe jederzeit auch wieder veräußern konnten, aus der Landschaftskasse Zinsen ausgezahlt. Die Bürgschaft garantierte den Gläubigern eine hohe Rechtssicherheit. Weihnachten 1770 waren bereits die ersten Pfandbriefe, vorerst mit 5 % Verzinsung, im Umlauf.
Die Generaldirektion (Generallandschaft) in Breslau bestand aus einem Generaldirektor, drei Generallandschafts-Repräsentanten, einem Syndikus und einem Rendanten. Ihr unterstanden zunächst acht selbständige (autonome) Fürstentumslandschaften:
- Schweidnitz-Jauersche Fürstentumslandschaft, mit Sitz in Jauer
- Glogausche und Sagansche Fürstentumslandschaft, mit Sitz in Glogau
- Oppelner und Ratiborer (Oberschlesische) Fürstentumslandschaft, mit Sitz in Ratibor
- Breslauische und Briegsche Fürstentumslandschaft, mit Sitz in Breslau
- Liegnitssche und Wohlausche Fürstentumslandschaft mit Sitz in Liegnitz
- Glätzische und Münsterbergische Fürstentumslandschaft, mit Sitz in Frankenstein
- Bistumsland Neiße-Grottkausche Fürstentumslandschaft mit Sitz in Neiße
- Oelssche und Militsche Fürstentumslandschaft mit Sitz in Oels

Später trat noch die
- Görlitzsche Fürstentumslandschaft mit Sitz in Görlitz als neunte hinzu.[6]

Mit den Schlesischen Landschaften lebte schon durch die Namensgebung der landständige Gedanken der Fürstentümer wieder auf, da ein Kreditwesen auf genossenschaftlicher Basis das Zusammentreten der Kreisstände erforderlich machte, so dass beim Zusammentritt des Fürstentumskollegiums auf die „uralte“, also österreichische, Verfassung zurückgegriffen wurde.
Die Schlesische Landschaft umfasste demnach ganz Schlesien, Niederschlesien einschließlich der Grafschaft Glatz sowie Oberschlesien. Ab 1827 wurde ihr auch die Preußische Oberlausitz als „Görlitzer Fürstentums-Landschaft“ zugewiesen.
Jedes der genannten Kollegien der Fürstentumslandschaften bestand aus dem Landschaftsdirektor, dem Syndikus und von jedem Kreis zwei oder mehr Landesälteste, deren Aufgabe es unter anderem war, die Güter (Haus- und Grundbesitz, Forsten und eventuell vorhandene Industrieanlagen wie Hochöfen oder Hammerwerke) zu taxieren. Davon konnte anfangs der Besitz bis zur Hälfte belastet werden. Die Schätzung der Güter erfolgte nach dem Reglement vom 1770. Durch neue revidierte landschaftliche Taxordnungen von 1825 und 1836 wurde dies geändert und angepasst.

### Generallandschaftsdirektoren
1770 stand ein General-Landschaftspräsident dem gegründeten Institut vor, dann wurde der Titel Generallandschaftsdirektor eingeführt. Mit Christian von Haugwitz, Friedrich von Burghauß-Friedland, Hermann (Anton) Fürst von Hatzfeld(t)-Schönstein, Karl von Pückler-Burghauß und Carl von Carmer waren führende Grundbesitzer die Generallandschaftsdirektoren der Schlesischen Landschaft. Über Ernst Konrad Graf von Dyhrn-Schönau (1769–1842) und Phil. Gotth. Graf von Schaffgotsch-Künast ist dagegen in dieser Funktion wenig bekannt geworden. Mitte des 19. Jahrhunderts war der Jurist, spätere Geheime Justizrat, Karl Magnus Sigismund von Görtz (1803–1878) Generallandschafts-Syndikus und zugleich als Autor für die Schlesische Landschaft tätig. Er führte von 1862 bis 1871 ebenso den Verein für die Geschichte Schlesiens. Siegfried von Grolmann (1870–1938) trug die Titulatur Ehren-Generallandschaftsdirektor von Schlesien. Zeitgleich war Viktor von Websky-Carlsdorf-Weinberg (1869–1952) Ehrengenerallandschaftsrepräsentant der Schlesischen Landschaft, und bis 1933/1934 letzter Präsident der in den Reichsnährstand überführten Deutschen Landwirtschafts-Gesellschaft. Die eigentliche Arbeitsebene führte u. a. eine gesondert eingerichtete Wirtschaftsberatungsstelle unter Prof. Dr. G. Willner mit später sechs Güterdirektoren an der Seite. Deren Aufgabengebiete gingen von der Generalvollmacht bis zur einfachen losen Betreuung des einzelnen Betriebes, hauptsächlich bei Gütern mit enormen ökonomischen Problemen, bei Erben ohne jegliche landwirtschaftlichen Kenntnissen, oder bei Erbantritt von Witwen und Waisen. Oftmals blieb eine gutachtliche Tätigkeit obligat.

## Erweiterung 1835

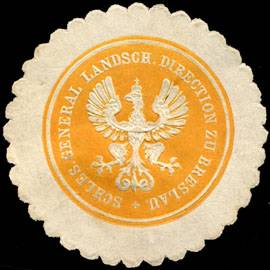
Siegelmarke Schlesische General Landschafts Direction zu Breslau

Aufgrund der wirtschaftlichen Lage in den 1830er Jahren waren eine Vielzahl der schlesischen Gutsbesitzer auf eine neuerliche Kreditquelle angewiesen. Einmalig innerhalb der altpreußischen Provinzen entstand nach Verordnung vom 8. Juni 1835 in Breslau (Albrechtstraße) das Königliche Kredit-Institut für Schlesien. Diese unmittelbar der Regierung unterstellte Kasse gewährte allen Mitgliedern der „alten Landschaft“ bis zu zwei Dritteln (und ausnahmsweise darüber) zusätzliche Gelder, die durch neu aufgelegte Pfandbriefe (Pfandbriefe Litt. B) gedeckt waren, obwohl die betreffenden Güter selbst schon bis zur Werthälfte belastet waren. Noch am 28. Dezember 1835 wurde seine Tätigkeit auf das Gebiet der preußischen Oberlausitz ausgedehnt. Diese Pfandbriefe wurden unter Königlicher Garantie ausgestellt. In Nebenfunktion betreute das Institut den Stipendienfonds, u. a. der Liegnitzer Ritterakademie und hielt auch mit dem Städtischen Gymnasium in Görlitz und weiteren Schuleinrichtungen Kontakt.
Das (staatliche) Königliche Kredit-Institut für Schlesien in Breslau wurde am 4. März 1850 aufgelöst, womit die Emissionen der Pfandbriefe Litt. B. aufhörten. Allerdings wurden seine zahlreichen bereits ausgegebenen Pfandbriefe noch bis Anfang der 1870er Jahre abgewickelt und anschließend die Restgeschäfte durch das Innenministerium erledigt.
In Verbindung mit der „alten Landschaft“ wurde ab 1858 für die Dauer von sechs Jahren, um zeitweise einen außerordentlichen Kredit über die Hälfte des Taxwertes zu gewähren, die Gewährung von Pfandbriefen der Litt. C. bis zu 4/6 des Taxwertes angeordnet. Für eventuelle Ausfälle haftete der „eigenthümliche Fonds der Landschaft“.
Innerhalb der Sitzungen zum 11. Schlesischen Provinzialtag beschlossen die Ständevertreter der Provinz Schlesien zur Wiederherstellung des im Jahre 1854 von der Überschwemmung betroffenen Grundbesitzes eine eigene Ständische Darlehnskasse für die Provinz Schlesien in Breslau (im Ständehaus) zu gründen (Ermächtigungserlaß vom 13. November 1848). Ende 1854 wurde die Statuten genehmigt (Statut vom 5. Dezember 1854), und im Januar 1855 nahm die neue Kasse ihre Arbeit auf.

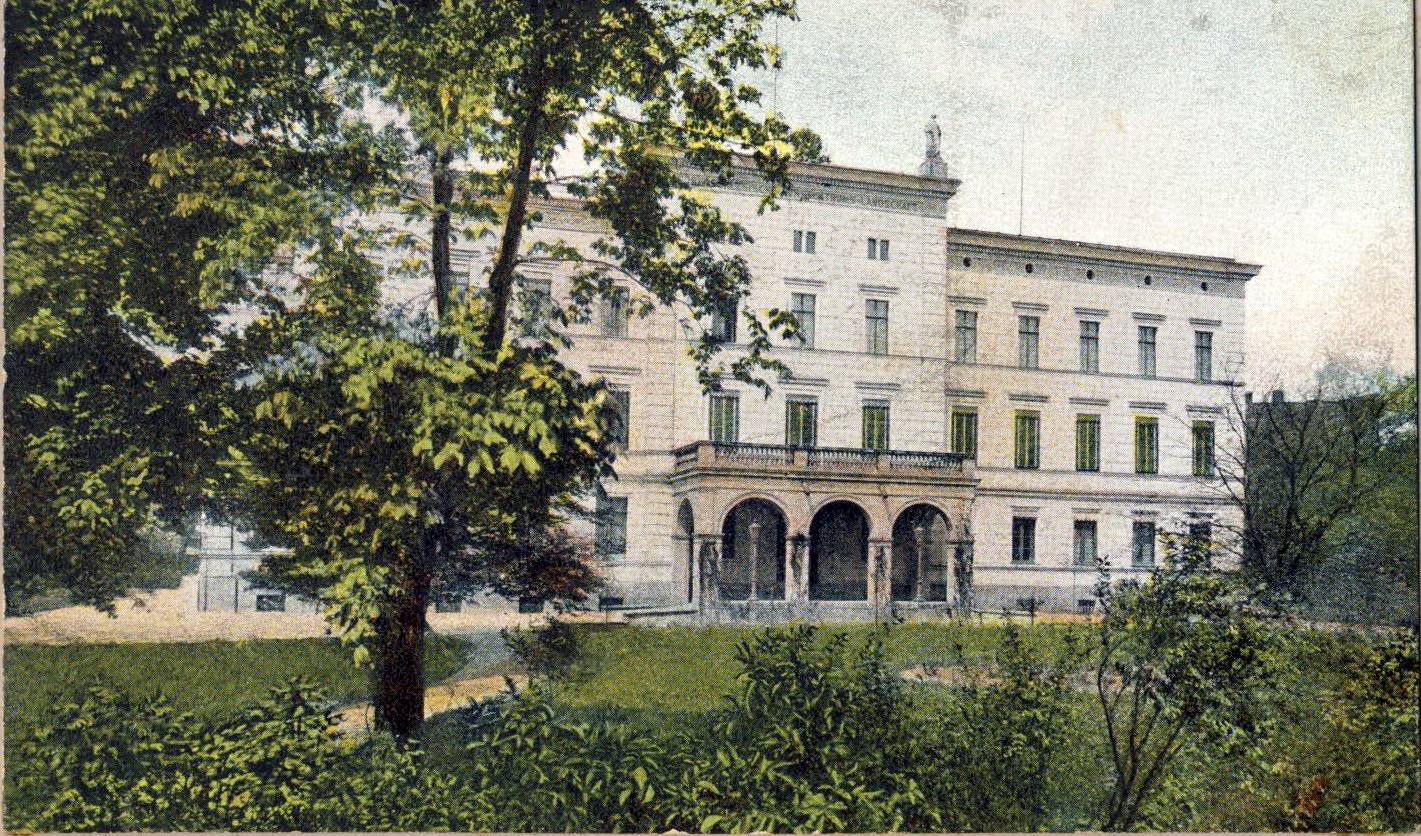
Verwaltungsgebäude der Oberschlesischen Landschaft in Ratibor

## Verschmelzung 1933
Die sogenannten Fürstentumslandschaften gingen erst durch preußisches Gesetz vom 12. November 1933 auf die Schlesische Landschaft als Gesamtheit über. Die Funktionen im Geschäftsverkehr vor Ort nahmen danach fünf Geschäftsstellen wahr.
1849 hatte die Landschaft ihre Beleihungstätigkeit auch auf den bäuerlichen (vorher ausschließlich adligen) Besitz ausgedehnt. Doch wurden die beliehenen bäuerlichen Grundeigentümer noch bis 1934 dadurch nicht Mitglieder der Kreditvereinigung. Dennoch war das Kreditinstitut äußerst erfolgreich und effizient tätig.

## Nachkriegszeit
Durch die Folgen des Zweiten Weltkrieges wurde dem Kreditinstitut mit Kriegsende 1945 ein Ende bereitet. Die Überreste der Schlesischen Landschaft kamen zur DePfa Deutsche Pfandbriefbank AG, Wiesbaden (1922 als Preußische Landespfandbriefbank gegründet). 2001 wurde die DePfa Deutsche Pfandbriefbank AG aufgespalten in eine Bank zur Staatsfinanzierung (die heutige Depfa Bank plc, eine Aktiengesellschaft irischen Rechts mit Hauptsitz in Dublin) und eine aus dem Geschäftsbereich der Immobilienfinanzierung, ausgegliedert wurde und ebenfalls an der Börse notierte Aareal Bank. Im Juli 2007 wurde ein Zusammenschluss mit der Hypo Real Estate ausgehandelt. Unter anderen Refinanzierungsschwierigkeiten der Depfa im Zuge der „Subprimekrise“ brachten Ende September 2008 auch die Hypo Real Estate in Schwierigkeiten, die dazu führten, dass die Hypo Real Estate u. a. hohe staatliche Hilfen zu ihrer Rettung erhielt.

### Sekundärliteratur
- Schlesisches Allergnädigst Confirmirtes Landschafts-Reglement: De dato Breßlau, den 9ten Julii, Wilhelm Gottlieb Korn, Breslau 1770. Digitalisat
- Leopold Freiherr von Zedlitz-Neukirch: Der preußische Staat in allen seinen Beziehungen, August Hirschwald, Berlin 1835, S. 194 f. Digitalisat
- Johann Peter Kux: Organismus und vollständige Statistik des preussischen Staats aus zuverlässigen Quellen in einem Band, Selbstverlag, Berlin 1840, S. 180 ff. Digitalisat
- Friedrich Benedict Weber: Handbuch der staatswirthschaftlichen Statistik und Verwaltungskunde der Preußischen Monarchie, Band 1, Max und Comp. Breslau 1840. Digitalisat
- G. Graf Stosch: Die Amortisation der Schlesischen Pfandbriefe, A. Gofohorsky, Breslau 1843. Digitalisat
- C. Roepell: Reform des Hypothekenkredits. Bericht an die zehnte Versammlung des volkswirthschaftlichen Kongresses zu Breslau, F. W. Nietack, Berlin 1868, S. 7. Digitalisat
- Felix Hecht: Die Organisation des Bodenkredits in Deutschland, 3, 1. Die Landschaften und landschaftsähnlichen Kreditinstitute in Deutschland, Band 1, Die Statistik, Dunckler & Humblot, Leipzig 1908. Als Reprint Auszug erschienen.